# Pfarrkirche Matzendorf

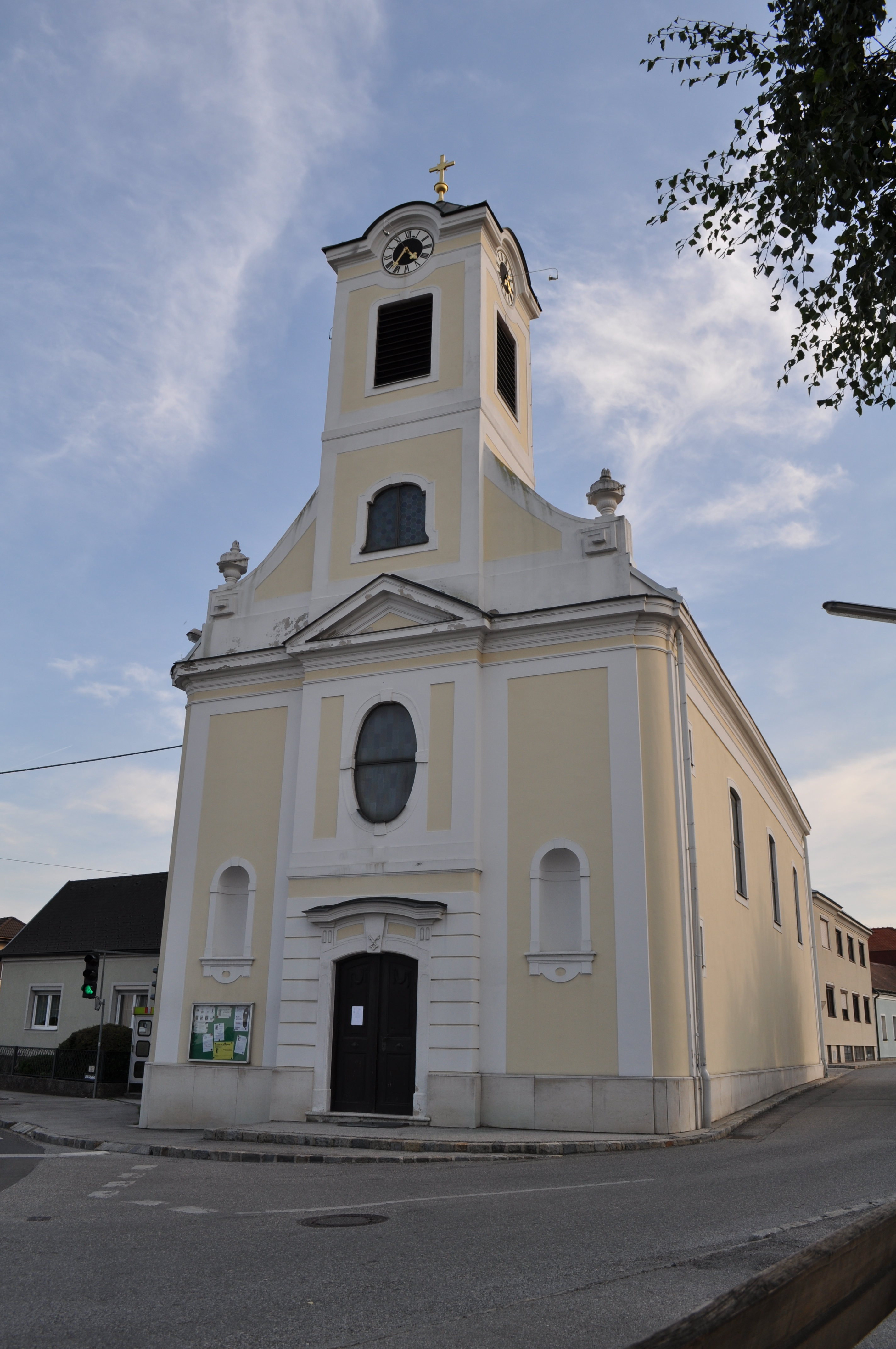
Katholische Pfarrkirche hl. Radegundis in Matzendorf

Die Pfarrkirche Matzendorf steht mittig im Ort Matzendorf in der Gemeinde Matzendorf-Hölles im Bezirk Wiener Neustadt-Land in Niederösterreich. Die dem Patrozinium hl. Radegundis unterstellte römisch-katholische Pfarrkirche – dem Stift Melk inkorporiert – gehört zum Dekanat Piesting im Vikariat Unter dem Wienerwald der Erzdiözese Wien. Die Kirche steht unter Denkmalschutz (Listeneintrag).

## Geschichte
Die Josephinische Saalkirche wurde 1786 erbaut und 1787 geweiht. Mit der Erhebung zur Pfarrkirche wurde die Kirche dem Stift Melk inkorporiert.

## Architektur
Das rechteckige Langhaus ohne Chor mit einer Lisenengliederung zeigt im Norden eine dreiachsige Fassadenfront mit einer betonten Mittelachse und darüber einen quadratischen Fassadenturm mit Schallfenstern, Uhrengiebel und einem flachen Pyramidenhelm. Der Übergang des Daches zum Turm zeigt sich als leicht geschwungener Blendgiebel mit je zwei Eckvasen. Seitlich des Hauptportals sind zwei Rundnischen angeordnet, über dem Portal befindet sich das Melker Stiftswappen und ein dominantes Ovalfenster. Südseitig ist eine eingeschoßige Sakristei unter einem Pultdach angebaut.
Das Kircheninnere zeigt einen dreijochigen Saalraum mit Kreuzgewölben auf Gurten, nordseitig ist eine Empore eingestellt.

## Ausstattung
Der Hochaltar aus dem Ende des 18. Jahrhunderts besteht aus einer niedrigen Mensa mit einem Tabernakelaufbau. Das Altarbild zeigt die hl. Radegundis, gemalt von Johann Höfel 1837. Dahinter, vom Altar verdeckt, befindet sich ein Wandbild der hl. Radegundis, gemalt von Matthäus Mutz dem Älteren 1786 für die erste Ausstattung der Kirche. Vom Ende des 18. Jahrhunderts stammt auch die Kanzel.
Zur Ausstattung gehören die barocken Statuen der Heiligen Sebastian und Rochus sowie ein Marienbild nach dem Vorbild Carlo Dolcis um 1800. Die Kreuzwegbilder entstanden 1884.
Die Brüstungsorgel mit 7 Registern entstand um 1790.